# Чіба Кейко
Чіба Кейко (яп. 千葉 景 子, Keiko Chiba, нар.; 11 травня 1948) — японська політична діячка, член Демократичної партії. Раніше була членкинею Соціалістичної партії. У вересні 2009 року вона не надовго стала міністром юстиції Японії після того, як виступила проти застосування смертної кари. Працювала в парламенті як Генеральний секретар групи Amnesty International. Однак вона прямо не заявляла, чи має намір припинити страти, стверджуючи, що хоче заохотити національну дискусію щодо скасування смертної кари.